# Waltham St Lawrence
Waltham St Lawrence – wieś i civil parish w Anglii, w Berkshire, w dystrykcie (unitary authority) Windsor and Maidenhead. W 2011 civil parish liczyła 1215 mieszkańców. Waltham St. Lawrence jest wspomniana w Domesday Book (1086) jako Waltham.